# Championnat de France de football de deuxième division 1938-1939
Navigation
Division 2 1937-1938 Division 2 1945-1946
Le Championnat de France de football D2 1938-1939 reprend la formule de la poule de division 2 unique avec 23 clubs. 
À l’issue de ce championnat, l’attribution du titre de champion de deuxième division est attribué au Red Star Olympique, qui accède en première division en compagnie de son dauphin, le Stade rennais UC. Le FC Dieppe et l’US Tourcoing abandonnent le statut professionnel et descendent en division régionale amateur.
À cause de la seconde guerre mondiale, le championnat de deuxième division va être suspendu et ne reprendra que pour la saison 1945-1946.

## Les 23 clubs participants
| - Olympique d'Alès - RC Arras - Girondins de Bordeaux - US Boulogne - FCO Charleville - SR Colmar | - FC Dieppe - Olympique Dunkerque - AS Hautmont - US Longwy - SO Montpelliérain - FC Mulhouse | - FC Nancy - OGC Nice - Nîmes Olympique - CA Paris - Red Star Olympique - Stade de Reims | - Stade rennais UC - Toulouse FC - US Tourcoing - AS Troyes-savinienne - US Valenciennes-Anzin |

## Classement final
| #  | Club                   | Joués | V  | N  | D  | bp:bc  | +/- | Points |
| -- | ---------------------- | ----- | -- | -- | -- | ------ | --- | ------ |
| 1  | Red Star OlympiqueR    | 40    | 27 | 10 | 3  | 107-51 | +56 | 64     |
| 2  | Stade rennais UC       | 40    | 27 | 6  | 7  | 112-51 | +61 | 60     |
| 3  | FC Nancy               | 40    | 21 | 7  | 12 | 68-50  | +18 | 49     |
| 4  | Toulouse FC            | 40    | 20 | 8  | 12 | 79-49  | +30 | 48     |
| 5  | SR Colmar              | 40    | 18 | 12 | 10 | 83-60  | +23 | 48     |
| 6  | Stade de Reims         | 40    | 19 | 9  | 12 | 70-46  | +24 | 47     |
| 7  | FC Mulhouse            | 40    | 19 | 9  | 12 | 92-77  | +15 | 47     |
| 8  | OGC Nice               | 40    | 19 | 6  | 15 | 79-54  | +25 | 44     |
| 9  | FCO Charleville        | 40    | 18 | 7  | 15 | 72-77  | -5  | 43     |
| 10 | US Boulogne            | 40    | 15 | 6  | 19 | 84-85  | -1  | 36     |
| 11 | Girondins de Bordeaux  | 40    | 15 | 6  | 19 | 70-78  | -8  | 36     |
| 12 | US Valenciennes-AnzinR | 40    | 15 | 5  | 20 | 59-69  | -10 | 35     |
| 13 | CA Paris               | 40    | 12 | 10 | 18 | 70-69  | +1  | 34     |
| 14 | Nîmes Olympique        | 40    | 12 | 10 | 18 | 49-81  | -32 | 34     |
| 15 | US Longwy              | 40    | 14 | 4  | 22 | 80-96  | -16 | 32     |
| 16 | RC Arras               | 40    | 10 | 12 | 18 | 47-64  | -17 | 32     |
| 17 | SO Montpelliérain      | 40    | 11 | 9  | 20 | 52-76  | -24 | 31     |
| 18 | AS Troyes-savinienne   | 40    | 13 | 5  | 22 | 61-96  | -35 | 31     |
| 19 | Olympique d'Alès       | 40    | 12 | 6  | 22 | 50-76  | -26 | 30     |
| 20 | Olympique Dunkerque    | 40    | 11 | 8  | 21 | 76-119 | -43 | 30     |
| 21 | AS Hautmont            | 40    | 8  | 13 | 19 | 61-97  | -36 | 29     |
| 22 | FC Dieppe              | 0     | 0  | 0  | 0  | 0-0    | 0   | 0      |
| 23 | US Tourcoing           | 0     | 0  | 0  | 0  | 0-0    | 0   | 0      |

# position ; V victoires ; N match nuls ; D défaites ; bp:bc buts pour et buts contre
 Victoire à 2 points

## À l’issue de ce championnat
- Le Red Star Olympique et le Stade rennais UC sont promus en championnat de première division.
- Équipes reléguées de la première division : le FC Antibes et le RC Roubaix.
- Équipes abandonnant le statut pro et retournant en championnat amateur : le FC Dieppe et l'US Tourcoing.